# Pleasance Pendred
Pour les articles homonymes, voir Pendred.
Pleasance Pendred (1864 - 29 septembre 1948) est une enseignante et suffragette britannique qui, pendant son emprisonnement à la prison de Holloway, a entamé une grève de la faim en conséquence de quoi elle a été gavée.

## Biographie

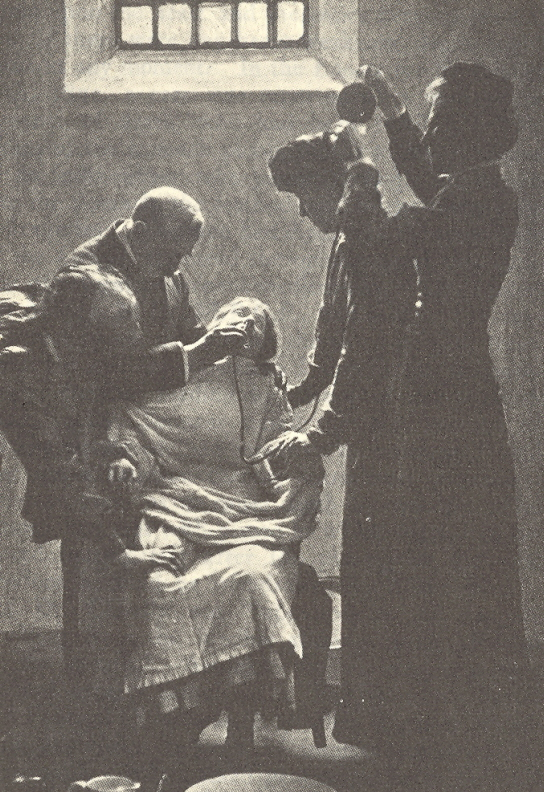
Une suffragette est gavée de force à prison de Holloway au Royaume-Uni pendant les grèves de la faim pour le droit de vote des femmes ; Pendred a enduré cela pendant deux mois.

Elle est née en 1864 sous le nom de Kate Pleasance Jackson à Lutterworth dans le Leicestershire, fille de Thomas Jackson, épicier, et d'Elizabeth née Pendred , ; sa défunte tante maternelle s'appelait Pleasance Pendred (1843-1858). En 1881, âgée de 16 ans, Kate Jackson est enseignante à la Osney House School d'Oxford. En 1891, elle et son père maintenant veuf sont pensionnaires au 46 Langdon Park Road à Hornsey ; à cette époque, elle est enseignante au conseil scolaire. Dix ans plus tard, Kate Pleasance Jackson vit encore à Langdon Park Road  et elle y reste au moins jusqu'en 1927. Pendant 25 ans, elle travaille comme enseignante à Londres mais elle est un membre actif de la branche Hornsey de la Women's Social and Political Union, ce qui explique probablement pourquoi elle adopte le nom de «Pleasance Pendred», car ses employeurs ne semblent probablement pas favorables sur ses activités en faveur du suffrage féminin. De 1909 à 1910, en tant que « Miss Jackson », elle est secrétaire à la littérature pour la branche Hornsey de la WSPU (renommée North Islington à l'été 1910), mais elle démissionne de ce poste, comme indiqué dans le numéro du 30 septembre 1910 de The Suffragette. Cependant, elle continue à travailler à la collecte de dons d'argent et d'objets pour la branche Hornsey de la WSPU jusqu'en octobre 1912.

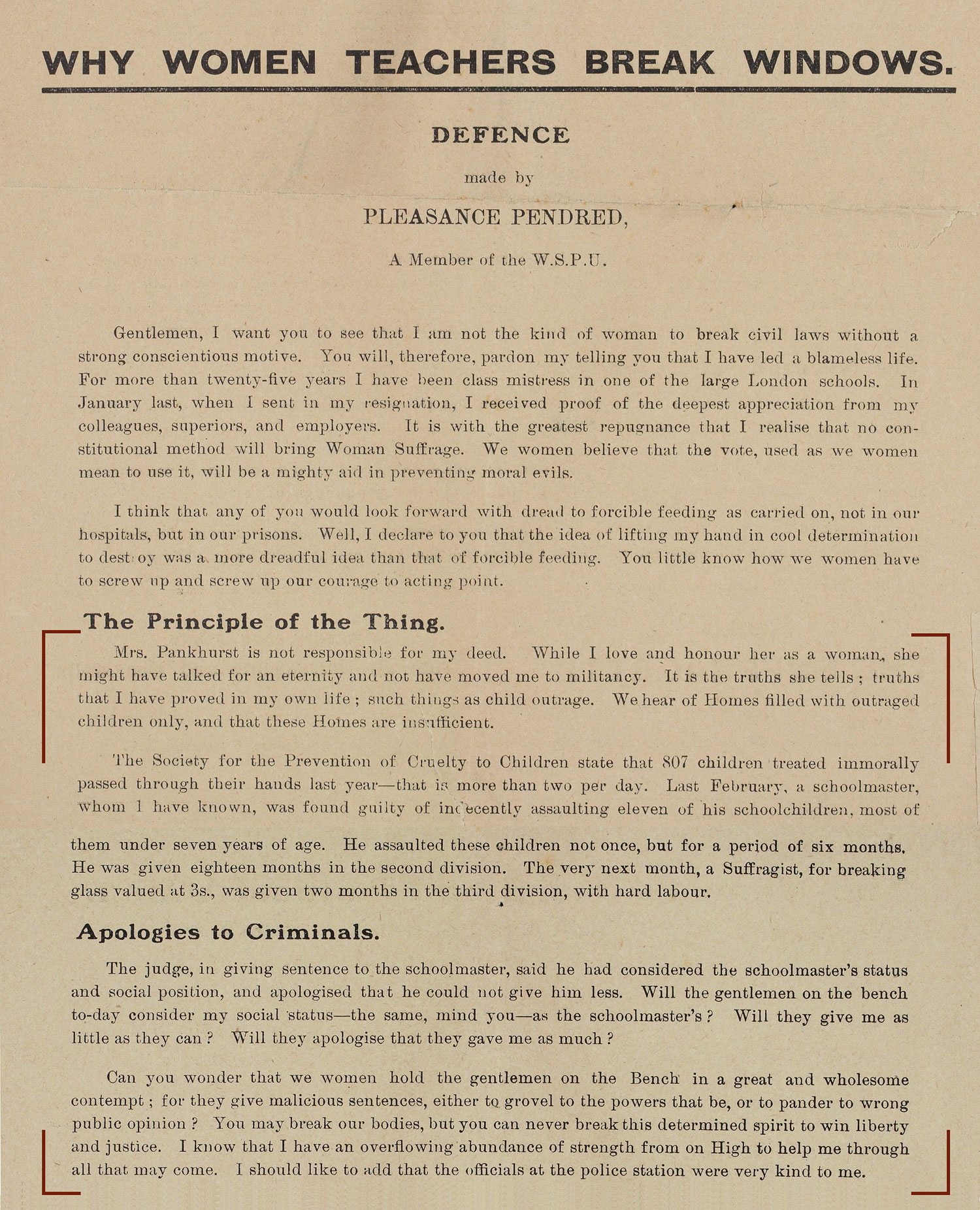
Pourquoi les enseignantes brisent les fenêtres par Pleasance, v. 1912.

Elle démissionne de son poste d'enseignant juste avant de commencer son action militante pour la WSPU le 28 janvier 1913 quand elle et trois autres femmes brisent les vitrines de divers magasins, dont un magasin d'antiquités au 167 Victoria Street et des bureaux du gouvernement à Westminster. Lors de son procès en février 1913, elle donne le nom de Pleasance Pendred et, sous ce nom, elle est condamnée à quatre mois de travaux forcés à la prison de Holloway. Pendant qu'elle est condamnée, Pendred profite de sa présence dans la salle d’audience du tribunal pour se plaindre publiquement du traitement reçu par elle-même et les autres suffragettes arrêtées avec elle au poste de police de Rochester Row. Elle déclare que le ministre de l'Intérieur Reginald McKenna a menti en disant que les quatre femmes arrêtées dorment sur des lits de camp dans leurs cellules et qu'elles sont surveillées par des gardiennes. Elle affirme qu'en fait sa cellule a un lit de planches, que les sanitaires sont dégoûtants et que cinq fois pendant la nuit un gardien est entré dans sa cellule. Le jury demande au président des sessions d'enquêter sur ces allégations,.
À Holloway, Pendred entame une grève de la faim pendant environ deux mois, période au cours de laquelle elle est nourrie de force, ce qui la rend malade. Le numéro du 4 avril 1913 de The Suffragette rapporte que: « Lors de son rétablissement partiel, Mlle Pendred qui est toujours confinée dans son lit, a continué la grève de la faim et est maintenant nourrie par tasse ». À sa sortie de prison, Pendred reçoit une Hunger Strike Medal de la WSPU pour son courage exceptionnel. À sa libération anticipée de prison, elle reçoit un pique-nique de bienvenue de la branche Hornsey de la WSPU, enregistré dans The Suffragette le 11 juillet 1913. Après sa libération de prison en 1913, elle a quelques entretiens pour la branche WSPU de North Islington (anciennement Hornsey) et est enregistrée pour la dernière fois en tant que conférencière en août 1913. Son article « Why Women Teachers Break Windows » est publié dans Woman's Press dont une copie est republiée dans le Daily Herald du 25 février 1913.
Elle décède à Lewes dans le Sussex en 1948 sans s'être jamais mariée. Sa Broche de la prison Holloway et sa Hunger Strike Medal délivrée par la WSPU sont vendues aux enchères en 2001, pour un prix de 3 600 £.